# Bert Weedon
Herbert Maurice William Weedon, OBE (10. května 1920 – 20. dubna 2012) byl britský kytarista. Spolupracoval například s Frankem Sinatrou. Inspiroval například Paula McCartneyho, Johna Lennona, George Harrisona, Petea Townshenda nebo Briana Maye. V roce 2001 získal Řád britského impéria.